# Keoviengpheth Lithideth
Keoviengpheth Lithideth (* 30. November 1992 in Champasak) ist ein laotischer Fußballspieler.

## Karriere

### Verein
Keoviengpheth Lithideth erlernte das Fußballspielen in der Jugendmannschaft vom Ezra FC in Vientiane. Hier stand er auch bis 2011 unter Vertrag. 2012 wechselte er zum Yotha FC. Der Verein spielte in der ersten Liga, der Lao Premier League. 2015 wechselte er für eine Saison zum Ligakonkurrenten Lao Police FC. Von 2016 bis 2017 stand er beim Lanexang United FC unter Vertrag. Mit dem Verein wurde er 2016 laotischer Meister. 2018 verpflichtete ihn der ebenfalls in der ersten Liga spielende Lao Toyota FC. Im gleichen Jahr feierte er mit Lao Toyota seine zweite Meisterschaft. Nach der Meisterschaft verließ er den Verein und schloss sich dem Master 7 FC an. Mit Master 7 wurde er 2019 Vizemeister. Mit 12 geschossenen Toren wurde er zusammen mit Laércio vom Lao Toyota FC Torschützenkönig der Liga. 2021 stand er beim Young Elephants FC. 2022 kehrte er zum Master 7 FC zurück. Mit 15 Toren wurde er zum zweiten Mal Torschützenkönig der Liga.

### Nationalmannschaft
Keoviengpheth Lithideth spielte 19-mal von 2010 bis 2018 in der laotischen Nationalmannschaft.

## Erfolge
Lanexang United FC
- Laotischer Meister: 2016

Lao Toyota FC
- Laotischer Meister: 2018

## Auszeichnungen
Lao Premier League
- Torschützenkönig 2020, 2022